# MACお宝鑑定団
MACお宝鑑定団（マックおたからかんていだん）はAppleの販売するMacに関する日本国内のユーザーグループ、およびユーザーグループが運営するニュースサイトの名称。サイトは1996年11月5日に開設され、2004年9月現在で累計約1億ヒット、一日約6万ヒットを超える日本語でのMacの情報源として事実上最大といえるサイトである。

## ユーザーグループ
ユーザーグループとしてのお宝鑑定団はMacに関するアイテムや情報の収集を趣味とする人の集まりで、サイトによる会長のDANBOは75台のMacを保有しているコレクターでもある。ユーザーグループとしては Old Macと呼ばれるMacの旧型機種を収集しているユーザーの集まりが発端となっている。

## ニュースサイト
MACお宝鑑定団は国内はもちろん、世界各地で行われるマックワールドエキスポを含むApple関係のイベントやセミナーへの参加取材、そのレポートや、新製品情報、サードパーティー製品の情報、Macに関する本の発売情報のいち早い収集と掲載に加え、ネット上でのつながりから新型機種発表後の分解レポートなどのニュースへ手早くアクセスでき、MacやiPodのユーザーには特に便利なサイトとなっている。また、時には新製品発表前の情報や噂なども掲載され、読み物としても楽しめるようになっている。
ニュース以外にもMac各マシンのベンチマークを掲載するなど購入の際に参考となる資料の提供も行っている。過去に何度か Web of the yearへの入賞歴を持つ。開設後数年間は新製品の噂を流す噂サイトの役割を果たしていたこともあったが、2004年現在ではMac関連のニュースサイトとしての活動を続けている。